# Triplasia
Triplasia es un género de foraminífero bentónico de la subfamilia Flabellammininae, de la familia Lituolidae, de la superfamilia Lituoloidea, del suborden Lituolina y del orden Lituolida. Su especie tipo es Triplasia murchisoni. Su rango cronoestratigráfico abarca desde el Jurásico hasta la Actualidad.

## Discusión
Clasificaciones previas incluían Triplasia en el suborden Textulariina del orden Textulariida, o en el orden Lituolida sin diferenciar el suborden Lituolina.

## Clasificación
Se han descrito numerosas especies de Triplasia. Entre las especies más interesantes o más conocidas destacan:
- Triplasia marwicki
- Triplasia murchisoni

Un listado completo de las especies descritas en el género Triplasia puede verse en el siguiente anexo.